# Acalypha alnifolia
Acalypha alnifolia é uma espécie de flor do gênero Acalypha, pertencente à família Euphorbiaceae.